# John Ward (Cricketspieler, 1937)
John Thomas Ward (* 11. März 1937 in Timaru, Neuseeland; † 12. Januar 2021 ebenda) war ein neuseeländischer Cricketspieler, der zwischen 1964 und 1968 für die neuseeländische Nationalmannschaft spielte.

## Aktive Karriere
Ward absolvierte sein First-Class-Debüt in der Saison 1957/58 und spielte in der Folge für Canterbury. Schon nach zwei Einsätzen für Canterbury wurde er in den Kader der Nationalmannschaft berufen, fand jedoch keinen Einsatz. Es dauerte bis zur Tour gegen Südafrika im Februar 1964, bis er sein Test-Debüt gab. Im Jahr darauf reiste er mit dem Nationalteam nach Südasien, wo er in Indien mit 35* Runs sein bestes Ergebnis am Schlag erreichte. In der Saison 1965 kam er zu einem Einsatz in England, bevor er seinen letzten Test in der Saison 1967/68 daheim gegen Indien absolvierte. Während seiner Karriere hatte er drei Verletzungen an seinen Fingern, die mehr Einsätze für das Nationalteam verhinderten. Sein letztes First-Class-Spiel absolvierte er in der Saison 1970/71.

## Nach der aktiven Karriere
Ward verstarb im Januar 2021 im Alter von 83 Jahren.